# Leclercera ocellata
Leclercera ocellata is een spinnensoort uit de familie Psilodercidae. De soort komt voor in Borneo.